# Wasted
«Wasted» (англ. Витрачено) — п'ятий сингл дебютного студійного альбому американської кантрі-співачки Керрі Андервуд — «Some Hearts». В США пісня вийшла 6 лютого 2007. Пісня написана Гілларі Ліндсі, Марвом Гірном та Троєм Вергесом; спродюсована Марком Брайтом. Музичне відео зрежисерував Роман Вайт. Сингл отримав платинову сертифікацію від американської компанії RIAA.

## Зміст
Композиція «Wasted» є піснею середнього темпу. Тематикою пісні є залежність, включаючи алкоголізм. Пісня містить два куплети, які розповідають про двох персонажів, які намагаюся боротися із залежністю, котра руйнує їх життя. Один зі персонажів позбувається залежності від стосунків, інший — залежності від алкоголю.

## Виконання вживу
8 березня 2007 Андервуд виконала пісню «Wasted» у 8 сезоні реаліті-шоу American Idol. 15 травня 2007 вона виконала сингл на 2007 Academy of Country Music Awards.
Пісня також входила до списку композицій, які Андервуд виконувала на турне Carrie Underwood: Live 2006.

## Музичне відео
Зйомки відеокліпу проходили в січні 2007 в Тампі штату Флорида. Прем'єра музичного відео відбулась на початку лютого 2007 на сайті CMT Loaded.com. Станом на травень 2018 музичне відео мало 24 мільйонів переглядів на відеохостингу YouTube.
У музичному відео показуються сцени кімнати будинку, подвір'я та узбережжя моря. Весь відеокліп показується в чорно-білому фоні.

## Список пісень
| #  | Назва    | Тривалість |
| -- | -------- | ---------- |
| 1. | «Wasted» | 4:34       |

## Нагороди та номінації

### 2007 ASCAP Country Music Awards
| Рік  | Номіновано | Нагорода                        | Результат |
| ---- | ---------- | ------------------------------- | --------- |
| 2007 | "Wasted"   | Most Performed Song of the Year | Перемога  |

## Чарти
Тижневі чарти
| Чарт (2007)                              | Місце |
| ---------------------------------------- | ----- |
| Canadian Hot 100                         | 35    |
| Canadian Radio & Records Country Singles | 1     |
| U.S. Billboard Hot Country Songs         | 1     |
| U.S. Billboard Hot 100                   | 37    |
| U.S. Billboard Pop 100                   | 54    |

Річні чарти
| Чарт (2007)                      | Місце |
| -------------------------------- | ----- |
| U.S. Billboard Hot Country Songs | 7     |

## Продажі
Станом на жовтень 2011 в США було продано 705,000 копій пісні. 10 серпня 2015 пісня офіційно отримала платинову сертифікацію від американської компанії RIAA.
| Країна     | Сертифікація (таблиця продажів та сертифікатів) | Продажі  |
| ---------- | ----------------------------------------------- | -------- |
| США (RIAA) | Платина                                         | +705,000 |